# Diabelski Kamień w Trzcianie

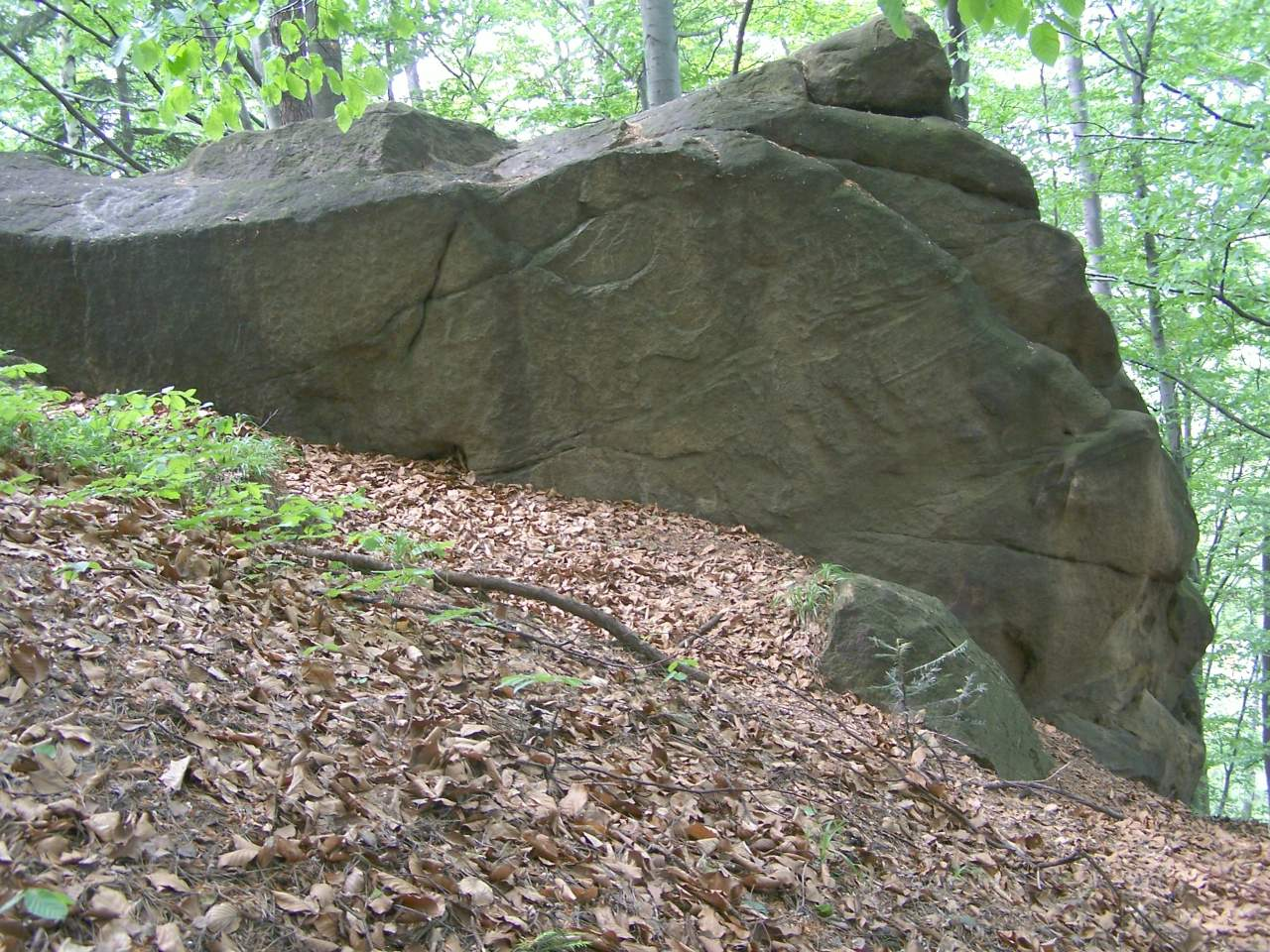
Diabelski Kamień

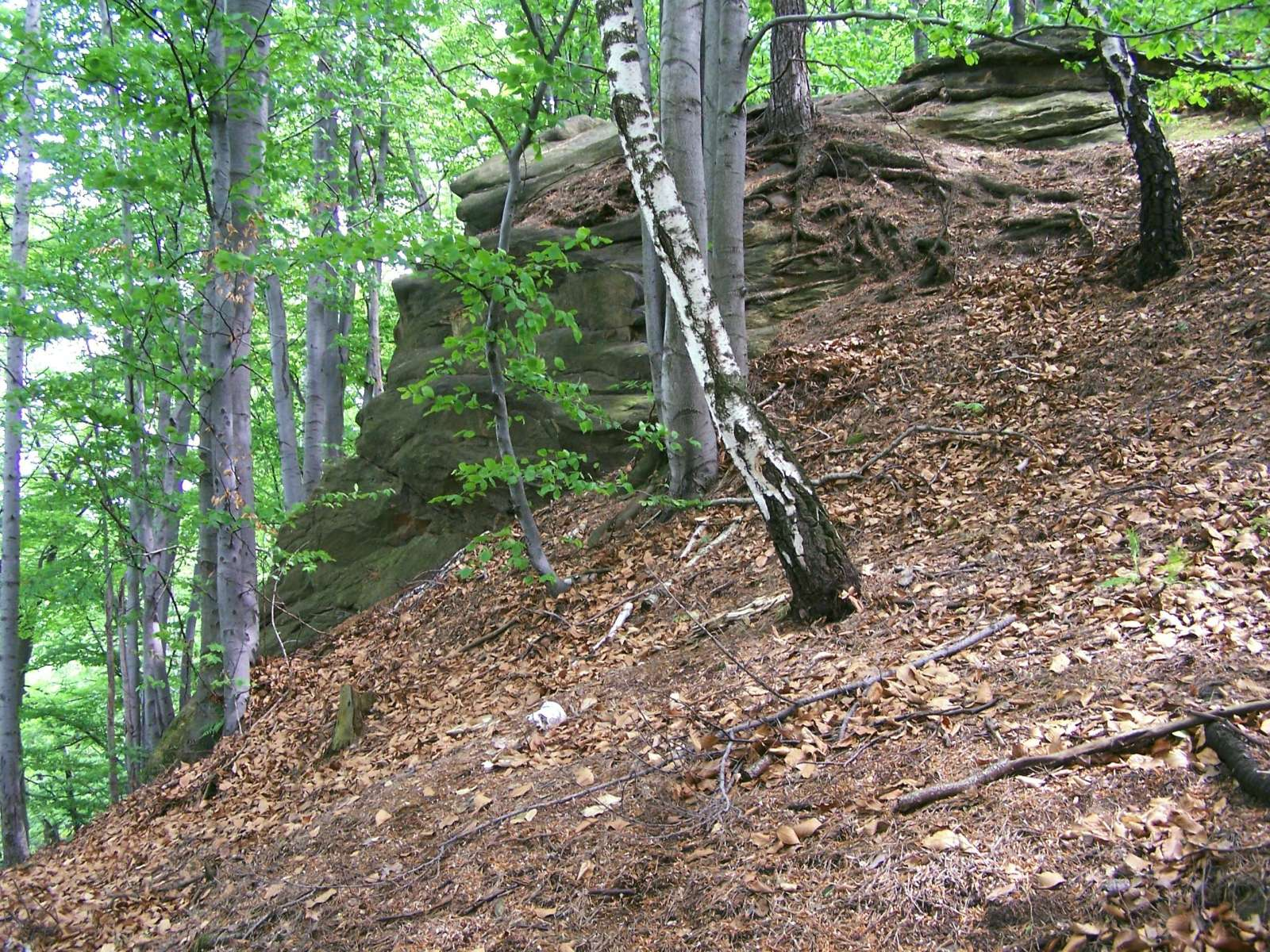
Diabelski Kamień

Diabelski Kamień w Trzcianie – skalny ostaniec wierzchowinowy na Pogórzu Wiśnickim. Znajduje się na północnych zboczach głębokiego jaru potoku Cichawka będącego prawobrzeżnym dopływem Stradomki. Położony jest na wysokości ok. 320 m n.p.m. na wzgórzu nazywanym przez miejscową ludność Wichraz. Administracyjnie kamień znajduje się na północnych obrzeżach wsi Trzciana w województwie małopolskim, na granicy z miejscowością Cichawka, na terenie prywatnym, w bukowo-jodłowym lesie na bardzo stromym zboczu. Jest to baszta o wysokości ok. 12 m i długości ok. 20 m, zbudowana z bardziej odpornych na wietrzenie piaskowców. Diabelski Kamień jest często odwiedzany przez okolicznych mieszkańców. W otoczeniu wiosną bujnie zakwitają rośliny wiosenne, m.in. żywiec gruczołowaty (gatunek charakterystyczny dla buczyny karpackiej), zawilec gajowy, miodunka plamista, pierwiosnek wyniosły. W pobliżu dość rzadko spotykana w naturze konwalia majowa (roślina chroniona). Występuje tutaj też salamandra plamista.
Można tutaj dojechać, zbaczając w miejscowości Ubrzeż z drogi wojewódzkiej nr 966 na lokalną, asfaltową drogę, która poprzez mostek na Potoku Saneckim pnie się w górę pomiędzy zabudowaniami osiedla Libichowa (ok. 1 km). Przed lasem, przy ostatnich zabudowaniach asfaltowa droga kończy się. Dalej można dojść pieszo wozową drogą prowadzącą wśród pól uprawnych i obrzeżem lasu. Jest to dobry punkt widokowy. Z otwartych terenów wzgórza, przez które prowadzi droga, rozciągają się rozległe widoki na Beskid Wyspowy, szczególnie ładnie prezentuje się stąd pobliska Kostrza i Kamionna z Pasierbiecką Górą. Kamień znajduje się ok. 200 m od obrzeża lasu.
Z głazem związana jest legenda „Biała Pani nad Trzcianą”, opisana w książce Baśnie i legendy znad Sanki. Według legendy ludność Trzciany wspólnym wysiłkiem i w szybkim tempie odbudowała zniszczony w czasie potopu szwedzkiego kościół. Nie w smak to było mocom piekielnym. Diabeł zapragnął go zniszczyć ogromnym głazem, który w nocy niósł w powietrzu z lasu na Kopalinach pod Bochnią. Tuż nad wzgórzem Wichraż ukazała mu się Biała Pani w powiewnych szatach i promienistej aureoli. Przestraszony nieoczekiwanym spotkaniem diabeł upuścił z dużej wysokości kamień, który, nie czyniąc nikomu szkody, zarył się w ziemi.